# Chlorocodia
Chlorocodia là một chi bướm đêm thuộc họ Noctuidae.